# أندي ميلر
أندي ميلر (بالإنجليزية: Andy Miller)‏ هو لاعب غولف أمريكي، ولد في 3 فبراير 1978 في نابا في الولايات المتحدة.

## وصلات خارجية
- أندي ميلر على موقع رابطة لاعبي الغولف المحترفين (الإنجليزية)